# Roadmaster
Roadmaster è una raccolta di Gene Clark, pubblicato (inizialmente uscì solo nei Paesi Bassi) dalla A&M Records nel gennaio del 1973.
Il disco contiene brani inediti registrati in studio nel periodo 1970-1972.

## Tracce
Brani composti da Gene Clark, eccetto dove indicato
Lato A
1. She's the Kind of Girl – 2:56
2. One in a Hundred – 2:42
3. Here Tonight – 3:27
4. Full Circle Song – 2:43
5. In a Misty Morning – 4:55
6. Rough and Rocky – 3:15 (Lester Flatt, Earl Scruggs)

Durata totale: 19:58
Lato B
1. Roadmaster – 4:10 (Weller, Oldham)
2. I Really Don't Want to Know – 4:35 (Don Robertson, Howard Barnes)
3. I Remember the Railroad – 2:29
4. She Don't Care About Time – 3:36
5. Shooting Star – 4:37

Durata totale: 19:27

## Musicisti
- Gene Clark - chitarra acustica, voce
- Herb Pederson - chitarra acustica, armonie vocali
- Michael Clarke - batteria
- Roger McGuinn - chitarra elettrica (brani: A1 e A2)
- David Crosby - chitarra elettrica, armonie vocali (brani: A1 e A2)
- Bud Shank - flauto (brano: A1)
- Chris Hillman - basso, armonie vocali (brani: A1, A2 e A3)
- Bernie Leadon - chitarra elettrica, armonie vocali (brano: A3)
- Rick Roberts - chitarra acustica, armonie vocali (brano: A3)
- Pete Kleinow - chitarra pedal steel (brani da: A3 a B5)
- Clarence White - chitarra elettrica (brani da: A4 a B5)
- Spooner Oldham - tastiere (brani da: A4 a B5)
- Chris Ethridge - chitarra-basso (brani da: A4 a B5)
- Byron Berline - fiddle (brani da: A4 a B5)[1]